# Charolais

Blasón de Charolais.

Charolais (en franco-provenzal Charolês) es una región de Francia, centrada alrededor de la ciudad de Charolles, situada en el departamento de Saona y Loira en Borgoña-Franco Condado.
Hoy se encuentra integrado en el Pays Charolais Brionnais.

## Historia
Charolais fue uno de los cuatro condados que dependían del Ducado de Borgoña, hoy comprendido en el departamento de Saona y Loira. Las principales ciudades son Charolles (la cabeza de distrito), Paray-le-Monial y Toulon-sur-Arroux.
En sus orígenes Charolais fue una simple castellanía, hasta que Juan de Châlons la cedió en 1237 a Hugo IV de Borgoña. Pasó luego a Juan, segundo hijo de este, y posteriormente a Beatriz de Borbón, que en 1272 se casó con Roberto, conde de Clermont, hijo de Luis IX de Francia. El Charolais fue convertido entonces en condado.
En 1327 el Charolais pasó por matrimonio ä la Casa de Armagnac y ésta, en 1390, se lo vendió a Felipe II de Borgoña. Carlos el Temerario llevó el título de conde de Charolais mientras vivió su padre, Felipe el Bueno. Después de su muerte, la duquesa María de Borgoña, su hija, introdujo este condado en la Casa de Austria a través de su matrimonio con el archiduque Maximiliano, futuro Maximiliano I de Habsburgo.
El condado fue conquistado en 1477 por Luis XI, pero Carlos VIII de Francia lo devolvió al archiduque de Austria en el tratado de Senlis de 1493. Su historia posterior se enlaza con la del Franco Condado que tras el matrimonio de Felipe el Hermoso, hijo de Maximiliano y María de Borgoña, con Juana de Castilla, hija de los Reyes Católicos, quedó incorporado a los territorios patrimoniales de los Habsburgo españoles. La conservación de este enclave, al igual que el Franco Condado, resultó vital para la Monarquía Hispánica por su situación a medio camino entre Milán y Flandes, aunque conflictiva por estar dentro de territorio francés.
El condado fue conquistado por Luis XIV en el contexto de la Guerra de los Treinta Años, pero fue devuelto a España en el Tratado de los Pirineos (1659). Ocupado de nuevo por Luis XIV en 1668 durante la Guerra de Devolución y entre 1674 y 1678, los reyes de España consiguieron su restitución por los tratados de paz de Aquisgrán y Nimega. 
En 1684, Luis II de Condé, al haber prestado militarmente servicio a España durante el reinado de Felipe IV, reclamó una deuda de 600 000 escudos de oro. Como el pago tardaba en efectuarse, la familia Condé logró del Parlamento de París la extinción de esta deuda con la confiscación, en su provecho, del Condado de Charolais, última propiedad española en suelo francés, lo que es más, sobre suelo borgoñón del que el príncipe de Condé era gobernador, en este último cuarto de siglo. Finalmente, el condado fue integrado a la Corona de Francia en 1761.
- Datos: Q707090
- Multimedia: Charolais / Q707090